# Eduardo Gómez de Baquero

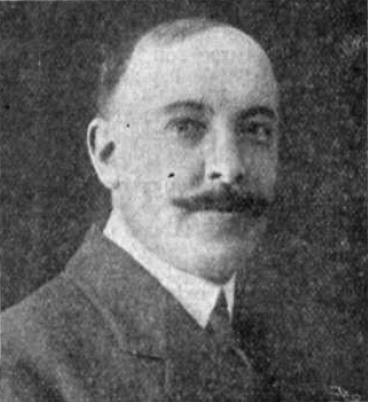
Andrenio hacia 1911

Eduardo Gómez de Baquero, más conocido por su seudónimo Andrenio (Madrid, 1866-Madrid, 1929) fue un periodista y crítico literario español.

## Biografía
Doctor en Filosofía y Letras y en Derecho por la Universidad Central de Madrid. Periodista desde los veinte años, muy pronto llamaron la atención sus ensayos de historia social y religiosa, publicados en la Revista de España. Ideológicamente, evolucionó desde el conservadurismo al liberalismo moderado. Ejerció durante algunos años la abogacía y pronunció interesantes conferencias sobre temas jurídicos. en la Academia de Jurisprudencia y Legislación. Fue colaborador asiduo y preferente de innumerables diarios y revistas: La Época, El Imparcial, El Sol, La Vanguardia de Barcelona (desde 1909 a su muerte), Nuevo Mundo, La Esfera, Mundo Gráfico, La España Moderna, Nuestro Tiempo, La Ilustración Española y Americana o Caras y Caretas de Buenos Aires. 

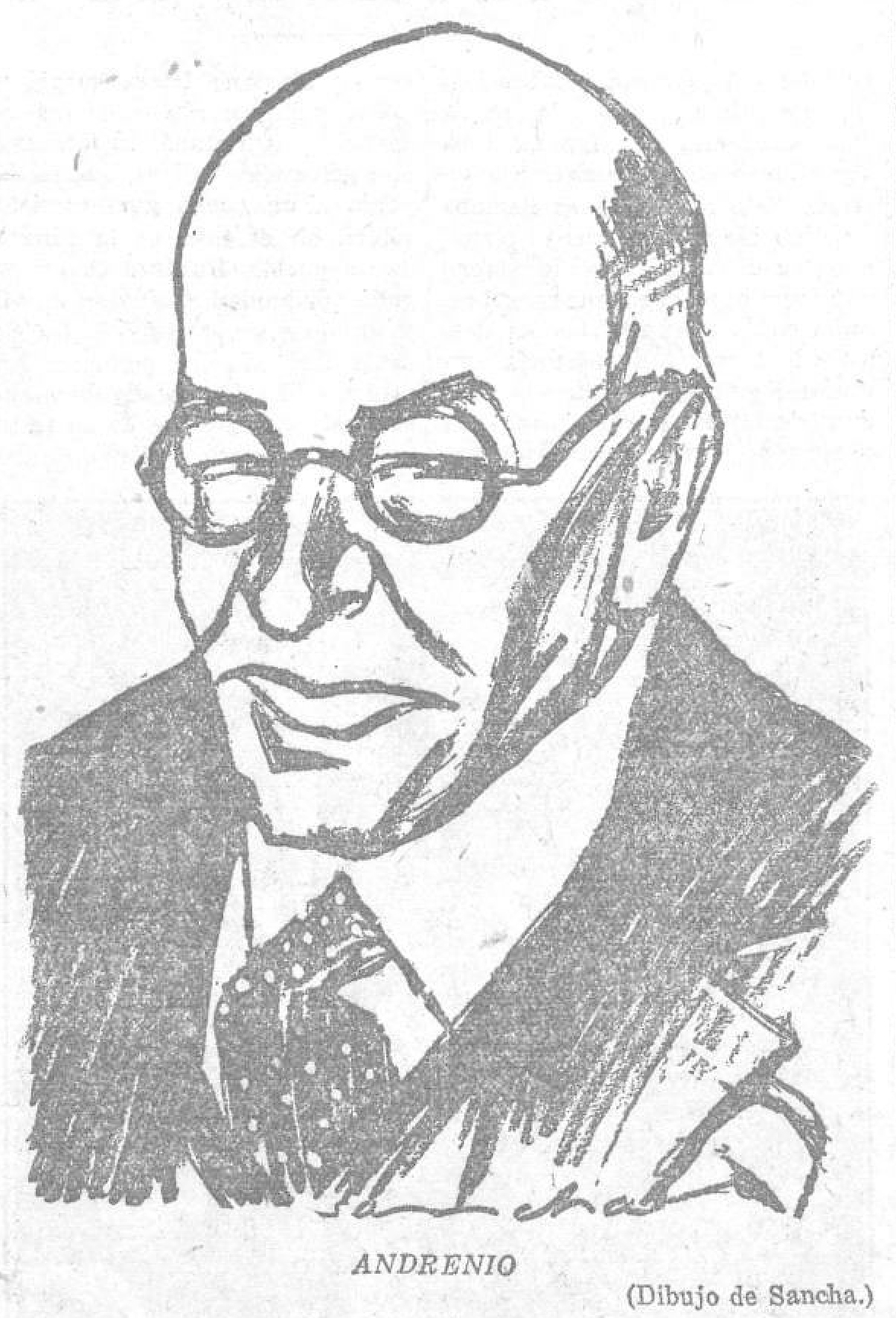
Retratado por Sancha en La Voz (1928)

Durante más de treinta años el conocido como Andrenio por el personaje de Baltasar Gracián ha publicado miles y miles de artículos de crítica literaria llenos de enjundia, sin traspasar nunca los límites de la corrección, lleno de sugerencias e ideas y envuelto siempre en un maduro escepticismo. De cultura muy amplia, se empareja con los mejores críticos de su época, Leopoldo Alas o Manuel de la Revilla. A la hora de ejercer la crítica tuvo una especial predilección por el género novelesco, pero también atendió la poesía consagrando críticas a Luis de Góngora, Antonio Machado, Enrique de Mesa, Enrique Díez Canedo, Federico García Lorca, Jorge Guillén, Unamuno, Manuel Machado, Jaime Torres Bodet, Xavier Villaurrutia y Enrique González Martínez; en el teatro defendió a Valle-Inclán de los ataques que sufrió por parte de Julio Casares en su libro Crítica profana, y siempre tuvo palabras de elogio para él. Hizo un estudio preliminar para la edición de la Filosofía secreta de Juan Pérez de Moya en Madrid, Los Clásicos Olvidados {Nueva Biblioteca de Autores Españoles}, 1928. 2 tomos. Como traductor se le debe una versión en dos tomos de Verdad, de Émile Zola, Barcelona, 1902. En 1924 fue elegido académico de la lengua.

## Obras
- Obras completas. Madrid: Renacimiento, 1929 tomos I, Gignol, y II, Pen Club y Los poetas; 1930 el tomo III, Novelas y cuentos.

### Crítica literaria y ensayo
- Ensayo acerca de la condición jurídica de la mujer, 1892.
- Las fuentes del Derecho en la presente crisis jurídica. Conferencia, 1916.
- Letras e ideas, Barcelona, 1895.
- Diálogos filosóficos y comentarios de costumbres, París, 1909.
- Novelas y novelistas.Galdós, Baroja, Valle-Inclán, Ricardo León, Unamuno, Pérez de Ayala, Condesa de Pardo Bazan, 1918.
- Soldados y paisajes de Italia, Madrid, 1918.
- El renacimiento en la novela del siglo XIX. Los ensayistas. La enseñanza de la Literatura., Madrid, 1924.
- Guignol, 1929.
- Pen Club, 1920.
- El triunfo de la novela, discurso de ingreso en la Academia Española, 1924.
- Pirandello y Compañía, 1928.
- Nacionalismo e hispanismo, 1928.
- De Gallardo a Unamuno (contiene Gallardo y su tiempo; Silvela o la daga Florentina; Valera, humanista; Ángel Ganivet; Emilia Pardo Bazán; Un gran Hispanista, Alfredo Morel Fatio; El condenado por desconfiado; Lo popular y lo erudito; Castelar; Fernando VII o la fuerza del sino; Paz en la guerra y los novelistas de las guerras civiles; El caso de Blasco Ibáñez; Baroja y su galería novelesca) (1928).
- Lessing y el Lacoconte, Madrid, 1929.

### Narrativa
- El talismán de Napoleón. Un episodio de Santa Helena, 1922.
- El valor de amar, 1923, cuentos.
- Novelas y cuentos Madrid: Renacimiento, 1930
- Cartas a Amaranta, Madrid, 1924.
- La perfecta casada. Madrid: La Novela Mundial, 1926
- Escenas de la vida moderna. Cuentos y Diálogos. Madrid, Renacimiento, 1913.